# Billesholm borgruin
Billesholm (dansk: Billesholm kongsgård) er i dag en ruin efter Billesholm kungsgård, der ligger i Folkets Park i Billesholm i det tidligere Nørre Vram sogn i Luggude herred, Skåne.
Omkring midten af 1400-tallet fik Stig Olufsen Krognos til Bollerup en gård, Lyngsgård, på stedet. Ved hans død gik den i arv til hans datter, Ellen, der var gift med Sten Bille Basse og derved kom den i Billeslægtens eje i næsten 200 år. Omkring 1530 erstattedes bygningen af den nyopførte Billesholm.
Ved Freden i København 1660 overgik Billesholm til den svenske krone som del af kompensationen for Bornholm.
Oprindeligt var der tale om en herregård opført på to holme i en lille sø og omgivet af en voldgrav. Hovedbygningen havde et sekskantet tårn. Bygningen blev nedrevet i 1955.
56°3′57″N 12°58′28″Ø / 56.06583°N 12.97444°Ø
|  | Denne artikel om lokaliteten Billesholm borgruin kan blive bedre, hvis der indsættes et (bedre) billede. Du kan hjælpe ved at afsøge Wikimedia Commons for et passende billede eller lægge et op på Wikimedia Commons med en af de tilladte licenser og indsætte det i artiklen. |